# Trioctylmethylammoniumbis(trifluormethylsulfonyl)imide
Trioctylmethylammoniumbis(trifluormethylsulfonyl)imide is een ionische vloeistof.